# Robert Kipkoech Cheruiyot
Robert Kipkoech Cheruiyot (født 26. september 1978) er den nuværende rekordholder, og de seneste 2 års vinder til Boston Marathon. Han vandt Boston Marathon i 2001 og igen i 2006. Hans rekord til løbet på 2.07.14, var nok til at overgå den 12 år gamle rekord sat as Cosmas Ndeti. Da han i 2006 vandt løbet, var det i tiden 2.07.35, hvilket var 5 sekunder hurtigere end nr. 2. Da han i 2006 løb Chicago Marathon blev han skadet da han passerede mållinjen, da han faldt og slo sit hoved i asfalten. Det blev bestemt at han var kommet over mållinjen da han faldt.
Udover at have vundet Boston Marathon, har han også vundet Milan Marathon i 2002. Han sluttede som nr. 4 til New York Marathon i 2005. Hans personlige rekord er indtil videre hans Boston Marathon tid.
Da han faldt til Chicago Marathon, nåede han aldrig rigtig over mållinjen. I sit fald kom hans ben ind over stregen hvilket gjorde at han vandt. Han slog sit hoved på asfalten og blev hjulpet væk i en rullestol. Han havde fået en hjernerystelse, og blev løsladt fra hospitalet efter 2 dages observation. 